# 5825 Ракуйо
5825 Ракуйо (5825 Rakuyou) — астероїд головного поясу, відкритий 21 січня 1990 року.
Тіссеранів параметр щодо Юпітера — 3,336.
Названо на честь Ракуйо (яп. らくよう(洛陽) ракуйо:).